# Oberbözberg

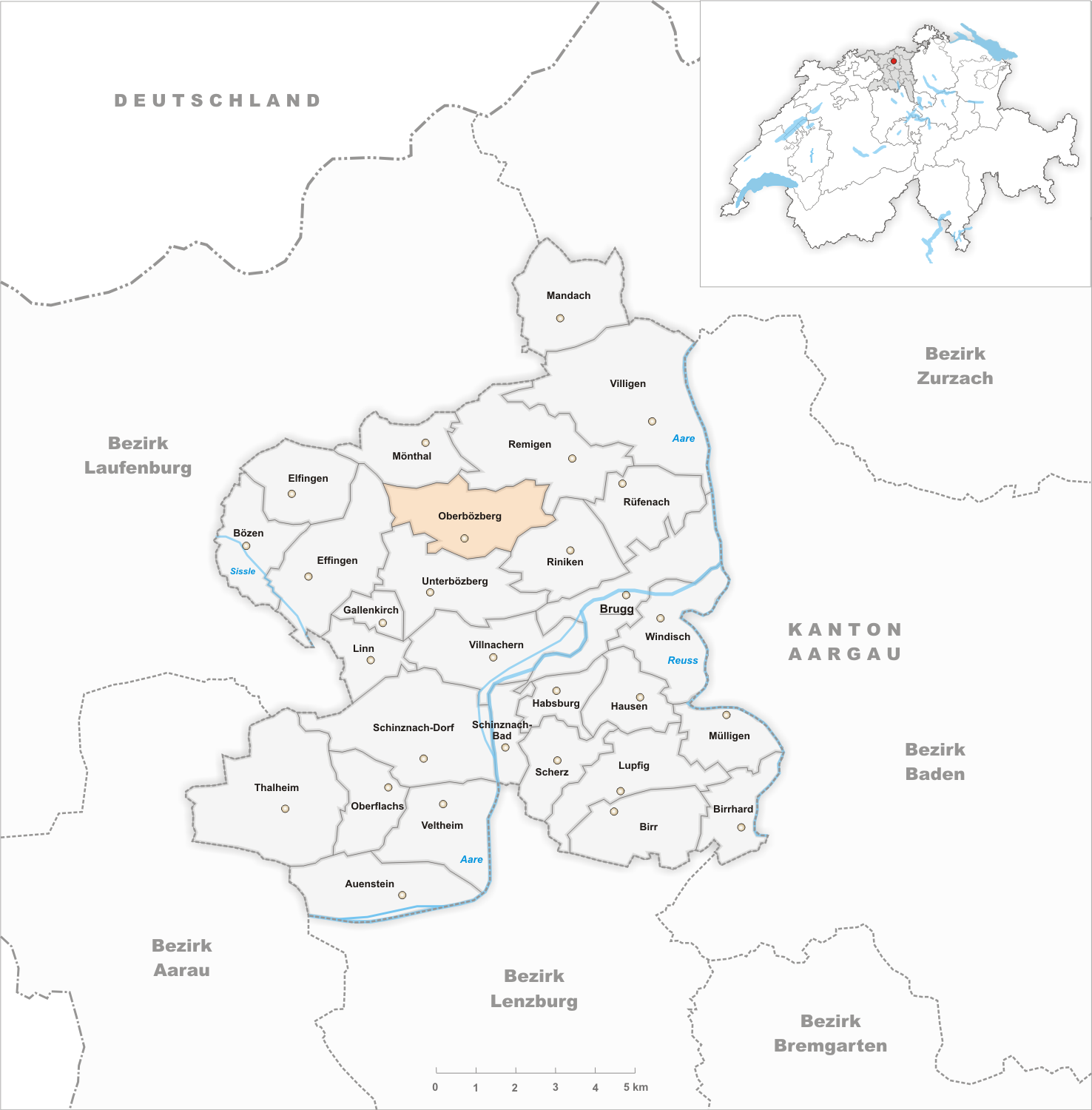
Gemeindestand vor der Fusion am 1. Januar 2013

Oberbözberg (schweizerdeutsch: ˈɔbər.bœts.bɛrg) ist ein Dorf im Schweizer Kanton Aargau. Es war bis Ende 2012 eine selbständige Einwohnergemeinde im Bezirk Brugg und ging am 1. Januar 2013 in der neuen Gemeinde Bözberg auf.

## Geographie
Oberbözberg liegt rund vier Kilometer westnordwestlich des Bezirkshauptorts Brugg sowie etwa zweieinhalb Kilometer nordöstlich der Bözberg-Passhöhe auf einem Hochplateau am Südrand des Tafeljuras. Im Süden des ehemaligen Gemeindegebiets liegen die Siedlungen Oberbözberg und Bächlen, die zu einem Strassendorf zusammengewachsen sind. Rund einen Kilometer nördlich davon, durch die Hügel Binzacher (598 m ü. M.) und Leigrueb (557 m ü. M.) getrennt, liegt im Lochmatttal der Weiler Überthal (456 m ü. M.). Daneben gibt es zahlreiche verstreut liegende Einzelhöfe. Im Nordwesten steigt das Gelände zur Letzi (643 m ü. M.) an, im Osten fällt die Ebene zum Ital ab, das sich in Richtung Remigen erstreckt.
Die Fläche des ehemaligen Gemeindegebiets betrug 545 Hektaren. Der höchste Punkt lag auf 643 Metern auf der Letzi, der tiefste auf 402 Metern im Ital. Nachbargemeinden waren Mönthal und Remigen im Norden, Riniken im Osten, Unterbözberg im Süden sowie Effingen im Westen.

## Geschichte
Bereits die Römer nutzten den Bözberg als Passübergang zwischen Augusta Raurica und Vindonissa. Die Römerstrasse verlief damals etwas weiter nördlich als die heutige Hauptstrasse, von Effingen über Oberbözberg nach Stilli, wo sie auf die Strasse nach Vindonissa (Windisch) traf. Im 5. oder 6. Jahrhundert liessen sich die Alamannen nieder und gründeten mehrere Streusiedlungen. Eine davon entstand unmittelbar an der Römerstrasse, woraus sich später Oberbözberg entwickelte. Im Jahr 1189 erfolgte die erste urkundliche Erwähnung von Bozeberch, als Papst Clemens III. Eigentum des Klosters Muri bestätigte. Der Ortsname stammt vom lateinischen (ad montem) Vocetum, wobei Vocetum auf das keltische Wort Voceton zurückgeht, das mit Wald oder Gehölz übersetzt werden kann.
Im Mittelalter begannen die Habsburger, ihren Herrschaftsbereich auch auf den Bözberg auszudehnen. Zu diesem Zweck fassten sie im 13. Jahrhundert ihre Besitzungen in dieser Gegend zum Gericht Bözberg zusammen. Dazu gehörten neben Ober- und Unterbözberg auch Lauffohr, Linn, Mönthal, Rein, Remigen, Riniken, Rüfenach, Stilli und Villigen. In diesen Dörfern übten die Habsburger die Blutgerichtsbarkeit aus, in Mönthal, Remigen und Villigen auch die niedere Gerichtsbarkeit. Das Gericht wechselte ab 1348 durch Verpfändung mehrmals den Besitzer und kam 1377 schliesslich zur Herrschaft Schenkenberg.

Historisches Luftbild von Werner Friedli von 1950

Die Stadt Bern besetzte 1460 die Herrschaft militärisch und fügte sie den übrigen Untertanengebieten im Berner Aargau an. 1528 führten die Berner die Reformation ein. 1566 erfolgte die Aufteilung des Gerichtsbezirks in einen oberen Bezirk mit Bözberg und Linn sowie in einen unteren Bezirk mit den übrigen Dörfern. 1779 entstand eine neue Bözberg-Passstrasse mit einer weiter südlich verlaufenden Streckenführung. Beim Franzoseneinfall im März 1798 entmachteten die Franzosen die «Gnädigen Herren» von Bern und riefen die Helvetische Republik aus, die 1803 aufgelöst wurde. Der Bözberg gehört seither zum Kanton Aargau.
Nach der Mediation von 1803 war Bözberg die grösste Gemeinde des Bezirks Brugg. Doch sie hatte kein eigentliches Zentrum, und die einzelnen Siedlungen lagen zum Teil kilometerweit voneinander entfernt. Im 19. Jahrhundert gab es mehrere Versuche, die Gemeinde aufzuteilen, wobei die Initiative stets von Oberbözberg ausging, das sich vernachlässigt fühlte. Vier Gesuche in den Jahren 1826, 1836, 1858 und 1870 scheiterten am Widerstand der Kantonsbehörden, 1858 war sogar eine Aufteilung in drei Gemeinden vorgesehen. Am 24. September 1872 war der fünfte Anlauf erfolgreich, als der Grosse Rat die Teilung in zwei Gemeinden beschloss.
Bis in die Mitte des 20. Jahrhunderts blieb Oberbözberg eine reine Bauerngemeinde. Zwischen 1880 und 1950 nahm die Bevölkerungszahl um über einen Fünftel ab. Mit dem Ausbau der nahe gelegenen Bözbergstrasse wandelte sich Oberbözberg allmählich zu einer leicht erreichbaren Wohngemeinde, und die Bevölkerungszahl begann allmählich wieder zu steigen. Eine rege Bautätigkeit in den 1990er Jahren führte zu einer Zunahme um fast 40 Prozent.
Am 2. Dezember 2011 stimmte die Gemeindeversammlung dem Fusionsvertrag mit den Nachbargemeinden Linn, Gallenkirch und Unterbözberg zu. Die Stimmberechtigten bestätigten diesen Beschluss am 11. März 2012 in einer Abstimmung mit 237 zu 51 Stimmen. Die vier Gemeinden schlossen sich zum 1. Januar 2013 zur neuen Gemeinde Bözberg zusammen.

## Sehenswürdigkeiten

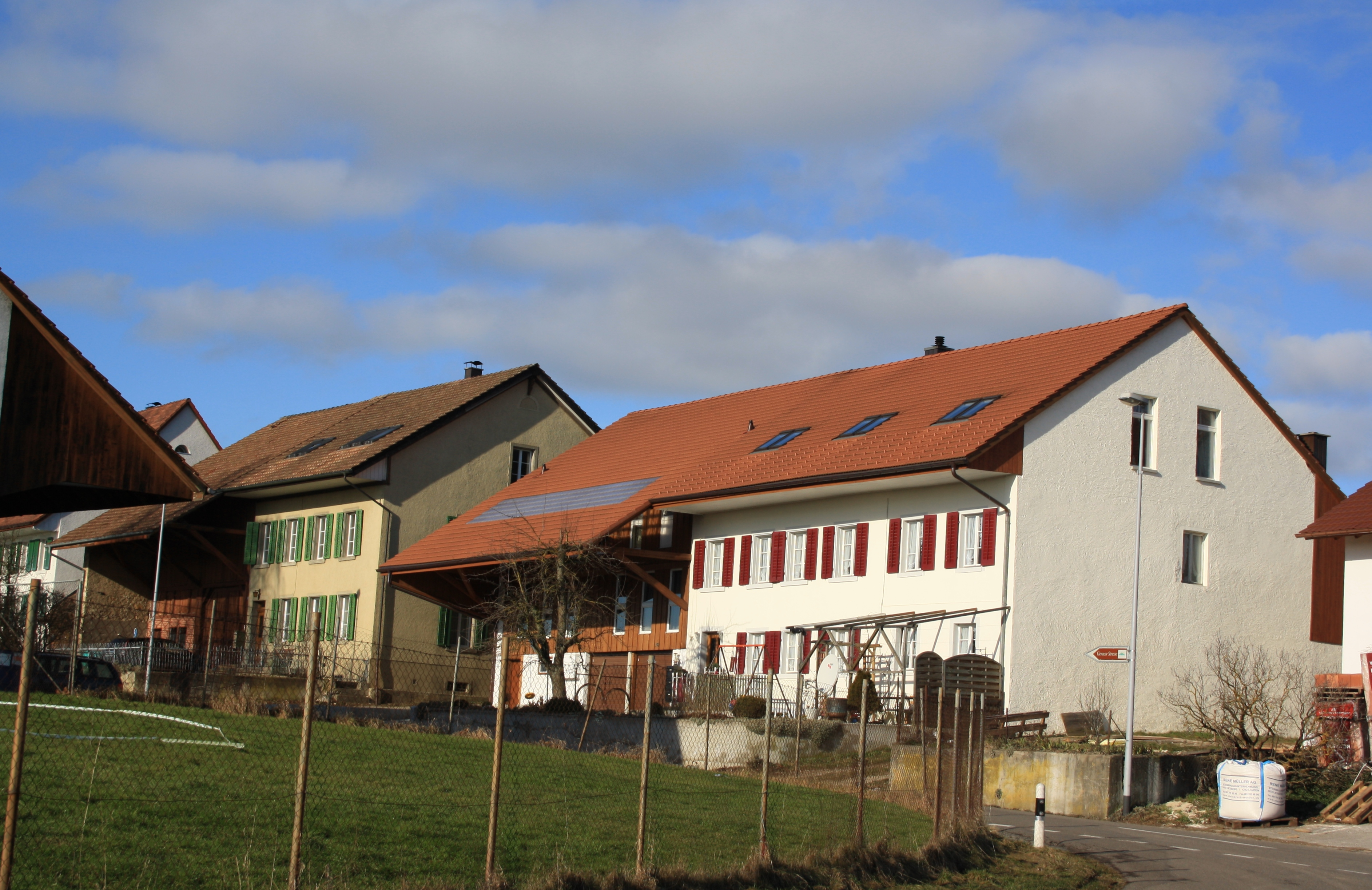
Häuser in Oberbözberg

## Wappen
Die Blasonierung des ehemaligen Gemeindewappens lautet: «In weissem Schild auf grünem Boden stehender, nach links gerichteter hersehender roter Hirsch, rechts beseitet von grüner Tanne.» Bereits bei der Gemeindeteilung im Jahr 1872 besass Oberbözberg ein ähnliches Wappen, allerdings mit einem Reh. Das Wappenbild weist auf die ausgedehnten Wälder und den grossen Wildbestand der Region hin. Bis 1966 wurde der Hirsch in heraldisch unkorrektem Braun dargestellt.

## Bevölkerung
Die Einwohnerzahlen entwickelten sich wie folgt (1803 bis 1870 inkl. Unterbözberg):
| Jahr      | 1764 | 1803 | 1850 | 1870 | 1900 | 1930 | 1950 | 1960 | 1970 | 1980 | 1990 | 2000 | 2010 |
| Einwohner | 283  | 827  | 1060 | 904  | 283  | 272  | 264  | 294  | 302  | 297  | 375  | 531  | 499  |

Am 31. Dezember 2012 lebten 505 Menschen in Oberbözberg, der Ausländeranteil betrug 7,9 %. Bei der Volkszählung 2000 bezeichneten sich 56,9 % als reformiert und 28,7 % als römisch-katholisch; 14,4 % waren konfessionslos oder gehörten anderen Glaubensrichtungen an. 95,5 % gaben Deutsch als ihre Hauptsprache an, je 0,9 % Englisch und Französisch.

## Verkehr
Unweit des Bözbergpasses zweigt von der Hauptstrasse 3 (Basel–Zürich) die Kantonsstrasse 457 ab, die über Oberbözberg nach Mönthal führt. Das Dorf ist durch eine Postautolinie vom Bahnhof Brugg nach Linn an das Netz des öffentlichen Verkehrs angebunden.